# Federació Catalana de Korfbal
Federació Catalana de Korfbal (FCK) is de Catalaanse Korfbalbond. Deze bond is voortgekomen uit de 'ACPPK' en de 'UCK'. De FCK bestaat sinds 2004.

## Geschiedenis
De bond is opgericht in het jaar 1990 als "l'Associació Catalana per a la Promoció i Pràctica del Korfbal" (ACPPK). In 1997 is deze bond erkend door de International Korfball Federation (IKF), tijdens de vergadering in Lahti, Finland. In het jaar 1999 is de ACPPK omgedoopt tot de UCK, 'Unió Catalana de Korfbal'. Sinds 9 juli 2004 gaat de bond verder onder de naam "Federació Catalana de Korfbal", met op dat moment 24 verenigingen. De officiële erkenning door de IKF werd op 29 oktober 2005 gevierd in Terrassa. De FCK is de eerste Catalaanse sportfederatie die erkenning heeft gekregen van zowel nationale-(Internationaal Olympisch Comité), als internationale sportbonden (IKF).
Het bestuur van de FCK bestaat momenteel uit negen leden. Elk van hen heeft een eigen taakgebied.

## Competities
De FCK organiseert verschillende competities voor senioren, junioren en jeugd. In het seizoen 2007-2008 nemen in totaal 43 teams deel aan de verschillende competities. Deze ploegen zijn afkomstig van 19 verenigingen.

De seniorencompetitie (Lliga Catalana de Korfbal) is onderverdeeld in twee klassen:
- Primera Divisió
- Segona Divisió

Ook voor de jeugd worden competities georganiseerd, ingedeeld naar leeftijdscategorie.
- junioren ('Lliga Júnior')
- aspiranten ('Lliga Cadet')
- pupillen ('Lliga Infantil')

Naast de reguliere competities organiseert de FCK ook een bekercompetitie, de Copa Catalana de Korfbal.

## Selecties
Daar het Spaanse korfbal is geconcentreerd in Catalonië, wordt Spanje op internationale toernooien vertegenwoordigd door Catalaanse teams. De FCK heeft daarom verschillende selecties, die afgevaardigd worden naar internationale (oefen)wedstrijden en toernooien.
Op dit moment heeft de FCK 5 selectieteams, te weten:
- Sots' 16 (Catalaans Korfbalteam onder 16 jaar)
- Sots' 19 (Catalaans Korfbalteam onder 19 jaar)
- Sots' 21 (Catalaans Korfbalteam onder 21 jaar)
- Absoluta (Catalaans Korfbalteam)
- Universitària (Catalaans Studenten-korfbalteam)